# C.J. Board
Clarence Board, detto C.J. (Clarksville, 12 dicembre 1993), è un giocatore di football americano statunitense, wide receiver degli New York Giants.

## Caratteristiche tecniche
Impiegato generalmente come wide receiver, spicca anche come kick returner.

## Carriera

### Carriera collegiale
Frequenta la West Creek High School di Clarksville, Tennessee, per poi studiare presso l'Università del Tennessee a Chattanooga. Trascorre gli anni collegiali in forza ai Chattanooga Mocs, accumulando a fine 2016 un bottino di 146 ricezioni, 2'032 yard su ricezione e 10 touchdown.

### Carriera universitaria
Il 5 maggio 2017 viene ingaggiato come undrafted free agent dai Baltimore Ravens, venendo però messo sul mercato il 1º settembre successivo. Il 4 ottobre passa quindi ai Tennessee Titans; ritorna sul mercato a fine novembre. Il 26 dicembre 2017 viene inserito nella practice squad dei Cleveland Browns. Viene riconfermato tramite un future contract per il 2018, salvo poi essere svincolato nel settembre 2018 a causa di alcuni infortuni rimediati poco tempo prima.
Il 10 dicembre 2018 viene aggregato alla practice squad dei Jacksonville Jaguars. Il 20 ottobre 2019 fa il suo debutto tra i professionisti, in occasione del match di week 7 vinto contro i Cincinnati Bengals (27-17). Il 12 agosto 2020 viene infine messo sul mercato.
Il 13 agosto 2020 stesso viene ingaggiato dai New York Giants. Debutta con la nuova franchigia il 14 settembre seguente, nel match di week 1 perso contro i Pittsburgh Steelers (26-16). È riconfermato per il 2021 e per il 2022.